# Médaille de la guerre africaine 1940-1945
La Médaille de la guerre africaine 1940-1945 (néerlandais : Afrikaanse Oorlogsmedaille 1940-1945) était une médaille commémorative pour service en temps de guerre du Royaume de Belgique créée par arrêté du Régent le 30 janvier 1947 et décernée aux officiers et soldats ayant servi pour une période minimale d'un an au sein de la Force publique entre le 10 mai 1940 et le 7 mai 1945.  Ce service n'était pas limité aux colonies belges du Congo et du Ruanda-Urundi mais incluait aussi le Moyen-Orient, le Nigeria, Madagascar et la Birmanie, théâtres d'opérations pour lesquels des agrafes furent créées indiquant six mois de service en région.
La Campagne d'Éthiopie, quant à elle,a fait l'objet d'une médaille commémorative spécifique, la Médaille de la campagne d'Abyssinie.
Les personnes simultanément éligibles pour la Médaille de l'effort de guerre colonial 1940-1945 et pour la Médaille de la guerre africaine 1940-1945 ne pouvaient recevoir qu'une des deux, normalement celle méritée pour la plus longue période de service.

## Insigne
La Médaille de la guerre africaine 1940-1945 était une médaille rectangulaire frappée de bronze, large de 33 mm et d'une hauteur de 52 mm (incluant la suspension) avec les coins supérieurs inclinés et les coins inférieurs arrondis.  Son revers arborait au centre d'un section légèrement renfoncée l'image en relief des profils gauches d'un soldat indigène portant un fez et d'un soldat belge casqué.  Tout au bas de l'avers, les millésimes gravés "1940 - 1945".  La médaille était uni face, le revers ne comportait aucune image ou inscription.
Quatre agrafes furent décernées pour port sur le ruban à la suite d'au moins six mois de service en théâtre :
- NIGERIE (devant se lire Nigérie)
- MOYEN-ORIENT
- MADAGASCAR
- BIRMANIE

Le personnel de l'Armée de l'air qui servit en théâtre dans des unités opérationnelles de combat ou de transport se virent décernés des ailes miniatures en bronze pour port sur le ruban.
La médaille était suspendue par un anneau passant latéralement au travers d'un barillet de suspension au haut de la décoration, à un ruban de soir moirée bleu pâle de 37 mm de large avec une bande centrale longitudinale jaune de 5 mm de large et de bandes jaunes de 3 mm de large situées à 5 mm des bordures.